# Veenkade (waterschap)
Veenkade is een voormalig brugwaterschap in de provincie Groningen.
Het waterschap onderhield een brug over het Oosterdiep in Veendam. Toen het diep in 1966 werd gedempt, verloor de brug zijn functie en hield het schap op te bestaan.